# Tapanalá
Tapanalá es una localidad situada en el municipio de San Pedro Huamelula, en el estado de Oaxaca, México. Según el censo de 2020, tiene una población de 1358 habitantes.

## Historia
En sus inicios solo era un rancho. Habitaban allí no más de cuatro o cinco familias. Con el paso del tiempo habitantes de San Pedro Huamelula llegaron a avecinarse a Tapanalá y así fue aumentando la población.

## Servicios con los que cuenta
Cuenta con un centro de salud donde acuden los habitantes. También cuenta con una agencia municipal.

## Tradiciones
La celebración más importante para los habitantes de Tapanalá es el Día de Muertos.

## Gastronomía
Los habitantes de Tapanalá acostumbran a comer tortillas hechas a mano en comal. Para los habitantes de la localidad el camarón es el plato más exquisito.